# 신장학

사람의 콩팥.

신장학(腎臟學, 영어: nephrology) 또는 신장병학(腎臟病學)은 일반적인 콩팥의 기능, 콩팥의 질환, 콩팥 질환의 치료, 신장 교환 치료의 연구에 관한 학문이다.
신장학 전문가가 되기 위해 추가적인 트레이닝을 받은 의사를 신장학자, 신신장병전문의사, 신장병학자, 콩팥학자, 콩팥병전문의라고 부른다.

## 같이 보기
- 콩팥